# Opel 30/75 PS
Der Opel 30/75 PS war ein PKW der Oberklasse, den die Adam Opel KG von 1919 bis 1924 als Nachfolger des Modells 29/70 PS baute.

## Technik und Geschichte
Der 30/75 PS war der letzte große Luxuswagen, den Opel in Rüsselsheim baute. Der Vorgänger war kriegsbedingt Ende 1914 eingestellt worden.
Zusammen mit dem kleineren Modell 21/55 PS hatte er den ersten Sechszylindermotor der Marke. Der neue Reihenmotor – der Vorgänger hatte noch einen Blockmotor – hatte einen Hubraum von 7793 cm³ und leistete 80 PS (59 kW) bei 1600/min. Die Motorleistung wurde über einen Lederkonuskupplung, ein manuelles Vierganggetriebe und eine Kardanwelle mit zwei Gelenken an die Hinterachse weitergeleitet. Die Höchstgeschwindigkeit lag bei 110 km/h.
Am Stahl-Leiterrahmen waren die beiden Starrachsen an halbelliptischen Längsblattfedern aufgehängt. Die Betriebsbremse war als Bandbremse ausgeführt und wirkte auf die Getriebeausgangswelle.
Der 30/75 war mit drei verschiedenen Aufbauten erhältlich: als Tourenwagen und Pullman-Limousine mit jeweils sieben Sitzplätzen sowie als viersitziger Tourenwagen.
1924 wurde die Fertigung des 30/75 PS ohne Nachfolger eingestellt.